# Loggia del Mercato Nuovo
A Loggia del Mercato Nuovo (azaz Új piaci csarnok) árkádos építmény Firenze történelmi központjában.

## Leírása
A négy oldalán nyitott reneszánsz csarnok 1547-51 között épült Giovanni Battista del Tasso tervei szerint. Hatalmas oszlopai egyetlen kőből készültek; a sarokpillérek fülkéiben elhelyezett 19.  század végi szobrok híres firenzei polgárokat ábrázolnak. A csarnok kútjának tetejét egy bronz vadkan díszíti. A római Trevi-kút ötletéből kiindulva - jótékony célra gyűjtenek itt; a vasráccsal elzárt medencébe lehet bedobni az aprópénzt. 
A piac egyik nevezetessége a pietra della scandallónak nevezett kétszínű kő. A középkorban ezen a helyen büntették meg, állították pellengérre a firenzei adósokat. 